# Ernst Schwarzer
Ernst Schwarzer von Heldenstamm (19. srpna 1808 Fulnek – 18. března 1860 Vídeň), byl rakouský novinář a politik německé národnosti z Moravy, během revolučního roku 1848 poslanec Říšského sněmu a ministr veřejných prací Rakouského císařství.

## Biografie
Byl synem důstojníka, povýšeného roku 1824 do šlechtického stavu. Jeho synem byl lesnický odborník a pedagog Guido Schwarzer von Heldenstamm. Švagr Zacharias Konrad Lecher působil jako spisovatel a novinář. Ernst navštěvoval kadetní školu, pak vstoupil k dělostřelectvu, kde sloužil do roku 1833. Od roku 1833 přispíval do Theaterzeitung. Pobýval v Ženevě a Paříži (zde provozoval společně s Augustem Zangem, vydavatelem novin Die Presse, pekárnu), Londýně a Uhersku. V roce 1842 nastoupil do pražského živnostenského spolku, pro který zhotovil průmyslovou mapu Čech. Po delší dobu byl následně správcem železáren patřících rodině Mitrovských. V roce 1844 ho společnost Österreichischer Lloyd povolala do Terstu, kde vedl noviny Journal des Österreichischen Lloyd.
Během revolučního roku 1848 se vrátil do Vídně a zapojil se do politického dění. Vydával list Allgemeine Österreichische Zeitung, který byl kritický k vládě. Přesto získal vládní funkci. Od 18. července do 23. září 1848 byl ministrem veřejných prací Rakouského císařství ve vládě Johanna von Wessenberga. V ministerské funkci podporoval výstavbu železniční trati Semmering a zavádění telegrafní sítě. Jeho rozhodnutí zastavit výkopové práce ve vídeňském Prátru ale vedlo 23. srpna k tzv. Praterschlacht (práterskému masakru), což si vynutilo v září jeho rezignaci na ministerský post.
Kromě toho byl ve volbách roku 1848 zvolen na rakouský ústavodárný Říšský sněm. Zastupoval volební obvod Vídeň-Gumpendorf v Dolních Rakousích. Uvádí se jako redaktor. Patřil ke sněmovní levici. Byl zvolen i do celoněmeckého Frankfurtského parlamentu, ale mandát nepřijal a nechal se zastupovat.
Po rozpuštění sněmu v roce 1849 se vrátil k žurnalistice. Působil v redakci listu Allgemeine österreichische Zeitung, který ale byl ještě během roku 1849 pro svou opoziční a k vládě kritickou orientaci zakázán. Potom byl odpovědným redaktorem listu Wanderer, který se za jeho působení stal vlivným periodikem. V letech 1855–1856 byl vlastníkem a odpovědným redaktorem deníku Die Donau. Po neúspěchu se stáhl z novinářské profese. V roce 1859 ovšem spoluzakládal novinářský a spisovatelský spolek Concordia.